# Josip Šutalo
Josip Šutalo (Čapljina, Croacia, 28 de febrero de 2000) es un futbolista croata que juega de defensa en el Ajax de Ámsterdam de la Eredivisie.

## Selección nacional
Debutó con la selección de Croacia el 10 de junio de 2022 en la victoria por 1-0 sobre Dinamarca en la Liga de Naciones de la UEFA.

### Participaciones en Copas del Mundo
| Mundial      | Sede  | Resultado     | Partidos | Goles |
| ------------ | ----- | ------------- | -------- | ----- |
| Mundial 2022 | Catar | Tercer puesto | 1        | 0     |

### Participaciones en Eurocopas
| Copa          | Sede     | Resultado    | Partidos | Goles |
| ------------- | -------- | ------------ | -------- | ----- |
| Eurocopa 2024 | Alemania | Primera fase | 3        | 0     |

## Estadísticas

### Clubes
Actualizado al último partido disputado el 2 de noviembre de 2024.
| Club                                   | Div.          | Temporada     | Liga  | Liga  | Copas nacionales | Copas nacionales | Copas internacionales | Copas internacionales | Total | Total |
| Club                                   | Div.          | Temporada     | Part. | Goles | Part.            | Goles            | Part.                 | Goles                 | Part. | Goles |
| -------------------------------------- | ------------- | ------------- | ----- | ----- | ---------------- | ---------------- | --------------------- | --------------------- | ----- | ----- |
| G. N. K. Dinamo de Zagreb II · Croacia | 3.ª           | 2018-19       | 5     | 0     | —                | —                | —                     | —                     | 5     | 0     |
| G. N. K. Dinamo de Zagreb II · Croacia | 3.ª           | 2019-20       | 4     | 0     | —                | —                | —                     | —                     | 4     | 0     |
| G. N. K. Dinamo de Zagreb II · Croacia | 3.ª           | 2020-21       | 6     | 0     | —                | —                | —                     | —                     | 6     | 0     |
| G. N. K. Dinamo de Zagreb II · Croacia | Total club    | Total club    | 15    | 0     | 0                | 0                | 0                     | 0                     | 15    | 0     |
| G. N. K. Dinamo de Zagreb · Croacia    | 1.ª           | 2019-20       | 4     | 0     | 1                | 0                | 0                     | 0                     | 5     | 0     |
| G. N. K. Dinamo de Zagreb · Croacia    | 1.ª           | 2020-21       | 3     | 0     | 1                | 0                | 0                     | 0                     | 4     | 0     |
| NK Istra 1961 · Croacia                | 1.ª           | 2020-21       | 22    | 0     | 4                | 1                | —                     | —                     | 26    | 1     |
| NK Istra 1961 · Croacia                | Total club    | Total club    | 22    | 0     | 4                | 1                | 0                     | 0                     | 26    | 1     |
| G. N. K. Dinamo de Zagreb · Croacia    | 1.ª           | 2021-22       | 28    | 2     | 1                | 0                | 7                     | 1                     | 36    | 3     |
| G. N. K. Dinamo de Zagreb · Croacia    | 1.ª           | 2022-23       | 27    | 2     | 2                | 1                | 7                     | 0                     | 36    | 3     |
| G. N. K. Dinamo de Zagreb · Croacia    | 1.ª           | 2023-24       | 3     | 0     | 1                | 0                | 4                     | 1                     | 8     | 1     |
| G. N. K. Dinamo de Zagreb · Croacia    | Total club    | Total club    | 65    | 4     | 6                | 1                | 18                    | 2                     | 89    | 7     |
| Ajax de Ámsterdam · Países Bajos       | 1.ª           | 2023-24       | 23    | 1     | 1                | 0                | 8                     | 0                     | 32    | 1     |
| Ajax de Ámsterdam · Países Bajos       | 1.ª           | 2024-25       | 10    | 0     | 0                | 0                | 9                     | 1                     | 19    | 1     |
| Ajax de Ámsterdam · Países Bajos       | Total club    | Total club    | 33    | 1     | 1                | 0                | 17                    | 1                     | 51    | 2     |
| Total carrera                          | Total carrera | Total carrera | 135   | 5     | 11               | 2                | 35                    | 3                     | 181   | 10    |

## Palmarés

### Títulos nacionales
| Título                  | Club                   | País    | Año  |
| ----------------------- | ---------------------- | ------- | ---- |
| Primera Liga de Croacia | G. N. K. Dinamo Zagreb | Croacia | 2022 |
| Supercopa de Croacia    | G. N. K. Dinamo Zagreb | Croacia | 2022 |
| Primera Liga de Croacia | G. N. K. Dinamo Zagreb | Croacia | 2023 |
| Supercopa de Croacia    | G. N. K. Dinamo Zagreb | Croacia | 2023 |